# Michael Steele
Michael Stephen Steele (født 19. oktober 1958 i Maryland) er uddannet advokat og tidligere partileder for Det republikanske parti i USA. Han stillede op til senatsvalget i 2006, men tabte mod demokraten Ben Cardin. I 2011 blev han afløst af Reince Priebus som partileder.